# Francavilla Bisio
Francavilla Bisio es una localidad y comune italiana de la provincia de Alessandria, región de Piamonte, con 458 habitantes.

## Evolución demográfica
| Gráfica de evolución demográfica de Francavilla Bisio entre 1861 y 2001 |
|                                                                         |
| Fuente ISTAT - elaboración gráfica de Wikipedia                         |